# Conseil national des barreaux
Pour les articles homonymes, voir CNB.
Le Conseil national des barreaux (CNB), établissement d'utilité publique doté de la personnalité morale, est l'organisation nationale qui représente l'ensemble des avocats inscrits à un barreau français, chaque avocat étant individuellement inscrit auprès d'un des 164 barreaux locaux. Il est chargé de représenter la profession d'avocat, sur le plan international et national. Interlocuteur des pouvoirs publics, il contribue à l'élaboration des textes susceptibles d'intéresser la profession et les conditions de son exercice mais intervient aussi sur toutes les questions relatives aux textes concernant le domaine juridique et l'institution judiciaire. Il est par ailleurs chargé d'unifier les règles et usages de la profession et dispose de prérogatives en matière de formation professionnelle des avocats et d'organisation de l'accès au barreau français des avocats étrangers.

## Les missions institutionnelles du Conseil national des barreaux
Le Conseil national des barreaux a été institué par la loi no 90-1259 du 31 décembre 1990 modifiant l'article 21-1 de la loi du 31 décembre 1971. Il dispose en particulier de prérogatives en matière :

• De représentation de la profession d'avocat

• D’unification des règles et usages de la profession d’avocat

• De formation professionnelle des avocats

• D’organisation de l'accès au barreau français des avocats étrangers

### La représentation de la profession d’avocat
Il s’agit du champ d'action le plus vaste du Conseil national des barreaux, représentant institutionnel de la profession d’avocat en France et à l'étranger.
• Il est l’interlocuteur privilégié des pouvoirs publics.
• Il contribue à l'élaboration des textes susceptibles d'intéresser la profession et son exercice.
• Il intervient sur toutes les questions relatives aux textes concernant le domaine juridique et l'institution judiciaire.

Le Conseil national des barreaux est inscrit comme représentant d'intérêts auprès de la Haute autorité pour la transparence de la vie publique. Il déclare à ce titre en 2017 un montant  des dépenses liées aux actions de représentation d'intérêts réalisées entre le 1er janvier 2017 et 31 décembre 2017, auprès de la HATVP, compris entre 500 000 et 600 000 euros.
Le Conseil national des barreaux est membre de la Délégation des Barreaux de France, organisme inscrit depuis 2008 au registre de transparence des représentants d'intérêts auprès de la Commission européenne. Il déclare en 2015 pour cette activité des dépenses d'un montant compris entre 50 000 et 100 000 euros. Il assure la représentation de la profession auprès de ses homologues étrangers et des organisations internationales. Il suit l'élaboration et l'adoption des textes internationaux (OMC, projets de directives communautaires...) qui intéressent l'exercice de la profession d'avocat. Il peut  intervenir également juridiquement contre des tiers, lorsque leurs actions lui semblent de nature à porter atteinte à l’intérêt de la profession, comme dans le conflit juridique l'ayant opposé à la société Jurisystem et au site internet Alexia.fr.

### L'unification des règles et usages de la profession
Le CNB unifie les règles et les usages de la profession. Dans le respect des dispositions législatives et réglementaires en vigueur, cette unification se fait par voie de décisions à caractère normatif publiées au Journal Officiel et directement applicables aux avocats. C'est dans ce contexte qu'a été élaboré le Règlement Intérieur National (RIN) qui normalise :
• Les principes de la profession (respect du client, conflit d'intérêts, confidentialité, secret)

• Les activités (champ d'activité, publicité, ...)

• L'exercice (collaboration, salariat, structures, réseaux)

• La collaboration interprofessionnelle

• Les rapports entre avocats appartenant à des barreaux différents

Ces missions sont dévolues à la commission Règles et usages

### La formation professionnelle
Le Conseil national des barreaux est chargé d'organiser la formation professionnelle initiale et continue des avocats.
• Il harmonise les programmes de la formation professionnelle avocat,
• Il coordonne les différentes actions des centres régionaux de formation professionnelle,
• Il fixe les conditions d'obtention des mentions de spécialisation,
• Il fixe, perçoit et répartit le financement de la formation professionnelle.

Avec le concours de magistrats, universitaires et personnalités qualifiées, ces missions sont dévolues à la commission Formation professionnelle.
Le CNB organise également des événements labellisés sur des thématiques du droit : droit social, droit de la famille ou encore droit des entreprises.

### L'admission des avocats étrangers
Le CNB se prononce sur les demandes d'admission des avocats étrangers communautaires ou hors Communauté Européenne souhaitant devenir membres du barreau français sur le fondement des art. 99 et 100 du décret du 27 nov. 1991. C'est la Commission d'admission des avocats étrangers qui instruit ces demandes d'accès.

## Le fonctionnement du Conseil national des barreaux
Le Conseil national des barreaux a reçu de la loi des missions très spécifiques et son fonctionnement est régi par les dispositions de la loi et du décret complétés par un règlement intérieur.
Les 80 membres qui composent le Conseil national des barreaux sont des avocats désignés par leurs pairs au sein de deux circonscriptions (Barreau de Paris / reste de la France).
Les élections ont lieu tous les trois ans. Selon le quotidien Libération, « au nom d’une règle plus ou moins écrite, la présidence du CNB relève d’une alternance, tous les trois ans, entre Paris et le reste de la France ».

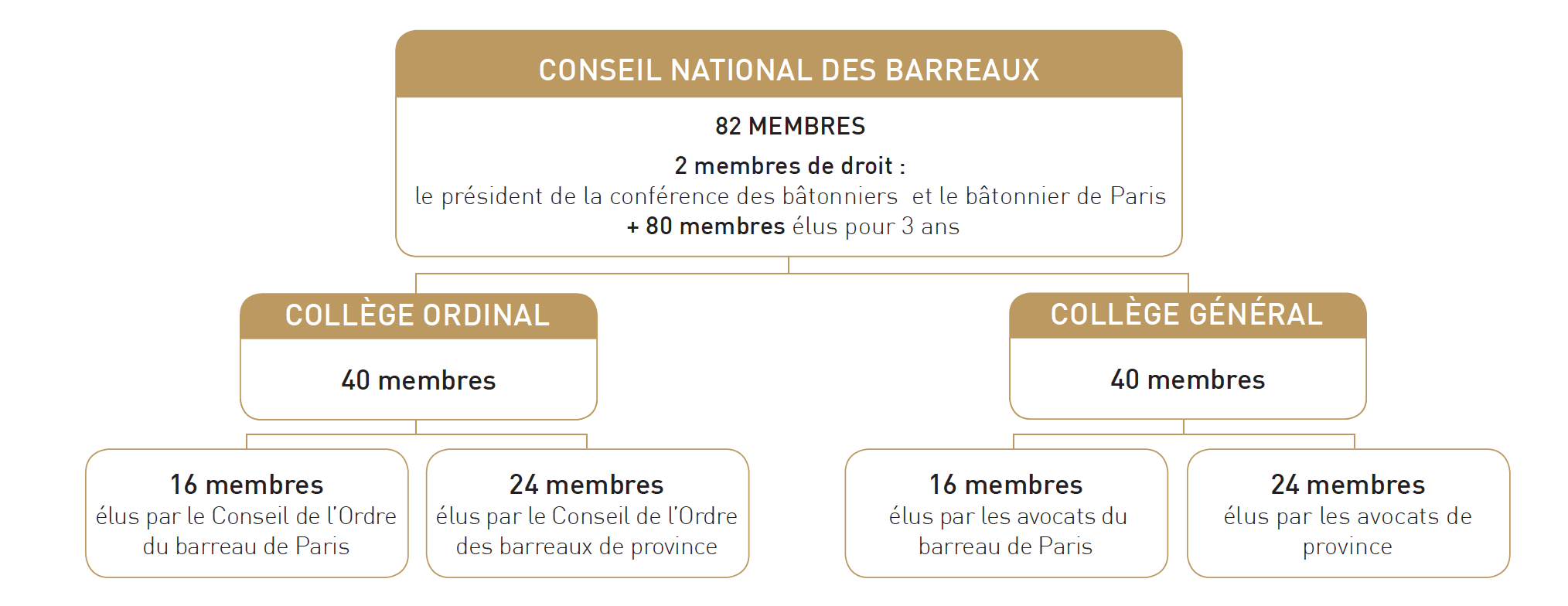
Élections des membres élus du CNB

Tous les mois, le Conseil national des barreaux organise une assemblée générale en présence de tous les membres élus, afin de discuter des projets de chaque commission. Des représentants d'institutions publiques, politiques et commerciales sont régulièrement invités afin de signer des conventions, des chartes ou des motions avec le CNB.
Le Bureau du Conseil national des barreaux est constitué de 9 membres élus par l'assemblée générale, ainsi que du président de la Conférence des bâtonniers et du bâtonnier de l'ordre des avocats au barreau de Paris en qualité de vice-présidents de droit.
Au siège du CNB, les différents services, composés quant à eux de salariés « permanents », organisent des événements et communiquent pour les avocats, se chargent de concevoir de nouveaux projets notamment sur le plan numérique et font le lien avec tous les membres élus et les commissions.

### Les commissions
Quinze commissions permanentes, composées des membres élus du CNB, se réunissent tous les mois afin d'étudier les projets en cours relevant de leurs compétences. Des groupes de travail peuvent également être créés afin de répondre à des problématiques ponctuelles : arbitrage, avocats/experts judiciaires, lutte contre la fraude et le blanchiment.
Les travaux de chaque commission sont ensuite rapportés lors de l’assemblée générale mensuelle.

#### Accès au droit et à la Justice
La commission Accès au droit et à la Justice a notamment pour rôle d'organiser des manifestations destinées à sensibiliser les avocats, le grand public, ou encore les gouvernants à la problématique de l'accès au droit. Cette commission s'intéresse également aux conditions dans lesquelles les citoyens ont ou devraient avoir connaissance de leurs droits, aux moyens de les mettre en œuvre et, lorsque cela s'avère nécessaire, de les défendre en justice.

#### Admission des avocats étrangers
Elle se charge d'instruire les demandes d'accès à l'exercice de la profession d'avocat en France pour les candidats ayant acquis la qualité d'avocat à l'étranger.

#### Affaires européennes et internationales
Cette commission est dédiée à la stratégie et aux actions internationales du Conseil national des barreaux et développe des relations institutionnelles avec ses partenaires et homologues étrangers.

#### Collaboration
La commission Collaboration effectue l'étude et la rédaction d'avis, de propositions et de rapports sur les textes et les projets concernant le contrat de collaboration libérale ou salariée, ainsi que le statut de l'avocat collaborateur.

#### Communication institutionnelle
Elle fait la promotion des actions du CNB auprès des avocats d'un côté et elle fait la promotion de la profession d'avocat auprès du grand public, des entreprises et des institutions de l'autre.

#### Droit et entreprise
La commission Droit et entreprise se charge de valoriser la place de l'avocat et d'augmenter son influence auprès des entreprises et de leurs dirigeants.

#### Égalité
Elle a pour vocation la lutte contre toute forme d'inégalité et de discrimination, que ce soit au sein de la profession d'avocat ou dans la société.

#### Exercice du droit
La commission assure une mission de défense dans les dossiers emblématiques et d'importance nationale mettant en cause l'application de la réglementation de l'exercice du droit. Elle a également une mission d'assistance aux barreaux afin de bâtir une stratégie cohérente et uniforme, et enfin, elle assure une mission de prospective par l'étude de nouveaux champs de réflexion réservés aux avocats.

#### Formation professionnelle
En lien direct avec les écoles d'avocats, elle assure les nombreuses missions confiées par les textes au CNB concernant la formation initiale, la formation continue et la spécialisation des avocats.

#### Libertés et droits de l'homme
La commission Libertés et droits de l'homme se saisit des situations et des textes législatifs ou réglementaires touchant aux droits de l'homme et aux libertés fondamentales.

#### Numérique
Cette commission a pour principale mission l'accompagnement des avocats dans la transition numérique et développe ainsi de nombreux outils informatiques qui facilitent l'exercice de la profession d'avocat.

#### Prospective
Elle anticipe les évolutions techniques, économiques et sociétales en observant et en évaluant les mutations de la société, auxquelles les avocats doivent s'adapter.

#### Règles et usages
La commission prépare les textes relatifs à l'unification des règles et usages de la profession d'avocat, elle élabore toute proposition en vue de leur évolution et elle répond aux demandes d'avis déontologiques sollicitées par les bâtonniers.

#### Statut professionnel de l'avocat
La commission a deux missions principales au service des avocats : elle répond aux interrogations des conseils de l'ordre et des bâtonniers portant sur les structures d'exercice des avocats et elle réfléchit aux réformes utiles pour l'exercice de la profession.

#### Textes
La commission des Textes se charge de l'étude et de la rédaction d'avis, de propositions et de rapports liés aux textes et projets émanant des pouvoirs publics dans tous les domaines ne relevant pas des compétences des autres commissions du CNB.

## Organisation

### Présidents
La présidence du Conseil national des barreaux relève d'une alternance tous les trois ans entre Paris et une ville de province.
- 2024-2026 : Julie Couturier (Paris)
- 2021-2023 : Jérôme Gavaudan (Marseille)
- 2018-2020 : Christiane Féral-Schuhl (Paris)
- 2015-2017 : Pascal Eydoux (Grenoble)
- Septembre 2013-2015 : Jean-Marie Burguburu (Paris)
- 2012- juillet 2013 : Christian Charrière-Bournazel (Paris)
- 2009-2011 : Thierry Wickers (Bordeaux)
- 2006-2009 : Paul-Albert Iweins (Paris)
- 2003-2005 : Michel Bénichou (Grenoble)
- 2000-2003 : Jean-René Farthouat (Paris)
- 1996-1999 : Philippe Leleu (Béthune)
- 1992-1996 : Guy Danet (Paris)

### Directeurs généraux
- Stéphane Bortoluzzi (depuis 2016)

## Controverse
Les élections de 2017 sont entachées d'un certain nombre de polémiques relatives à la transparence du Conseil national des barreaux.
Les élections de 2020 ont été en partie contestées s'agissant des 24 membres du collège ordinal de province. La requête déposée le 8 décembre 2020 devant la Cour d'Appel de Paris reproche une série d'irrégularités qu'elle impute à « une vaste campagne de communication » menée par la Conférence des Bâtonniers. Ces irrégularités auraient porté atteinte à la sincérité du scrutin. Finalement, la Cour d'appel de Paris déboute le plaignant de ses demandes d'annulation.